# Anne-Marie Lizin

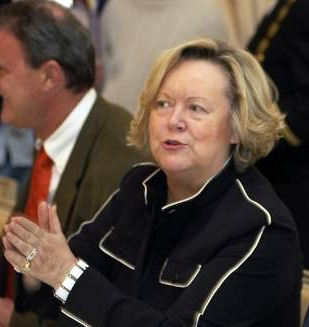
Anne-Marie Lizin (2005)

Anne-Marie Lizin-Vanderspeeten (* 5. Januar 1949 in Huy, Provinz Lüttich, Wallonien, Belgien; † 17. Oktober 2015 ebenda) war eine belgische Politikerin des Parti Socialiste (PS), langjährige Bürgermeisterin von Huy, Mitglied beider Kammern des Föderalen Parlaments sowie Präsidentin des Senats.

## Belgien

### Studium, Bürgermeisterin und Europaabgeordnete
Nach dem Schulbesuch studierte sie Wirtschaftswissenschaften an der Universität Lüttich und schloss dieses Studium mit einem Lizenziat ab.
Bereits früh begann sie sich politisch in der Kommunalpolitik zu engagieren und war zunächst zwischen 1970 und 1976 Mitglied des Gemeinderates sowie Beigeordnete (Schepen) von Ben-Ahin. Nach der Eingemeindung Ben-Ahins nach Huy wurde sie 1977 Mitglied des Gemeinderates von Huy und ist seitdem dessen Mitglied. Außerdem war sie 1980 bis 1982 Beigeordnete der Stadt Huy und schließlich von 1983 bis 2009 Bürgermeisterin von Huy.
Zwischen 1973 und 1979 war sie Beraterin der Regierungen der Premierminister Edmond Leburton, Leo Tindemans und Paul Vanden Boeynants und zwar zunächst für Fragen der Europäischen Kommission und dann ab 1977 des Außenministeriums.
1979 wurde sie für die PS Mitglied des 1. Europäischen Parlaments und gehörte diesem auch noch während der 2. Legislaturperiode bis 1988 an. Während dieser Zeit engagierte sie sich auch zugunsten von European Nuclear Disarmament, einer europaweiten Kampagne der Friedensbewegung.

### Staatssekretärin, Abgeordnete und Senatspräsidentin
Im Mai 1988 gab sie ihr Mandat im Europäischen Parlament auf, nachdem sie von Premierminister Wilfried Martens zur Staatssekretärin für Europa 1992 beim Minister für Außenhandel in dessen 8. Kabinett berufen wurde. Diese Funktion behielt sie auch im 9. Kabinett Martens bis zum 7. März 1992.
Daneben wurde sie 1991 zum Mitglied der Abgeordnetenkammer gewählt und war während der bis 1995 dauernden Wahlzeit auch Mitglied des Wallonischen Regionalrates sowie des Rates der Französischen Gemeinschaft. Darüber hinaus wurde sie 1992 nicht nur Vorsitzende des Vorstandes des Freiwilligen Fonds der Vereinten Nationen für die Technische Zusammenarbeit in Fragen der Menschenrechte, sondern auch Vizevorsitzende der Sozialistischen Internationale. Des Weiteren war sie zwischen 1992 und 1996 Vorsitzende der Sozialistischen Internationale der Frauen.
Nach ihrem Ausscheiden aus der Abgeordnetenkammer war sie 1995 bis 1999 Kooptiertes Mitglied des Belgischen Senats. Gleichzeitig wurde sie Mitglied der Parlamentarischen Versammlung der Organisation für Sicherheit und Zusammenarbeit in Europa (OSZE). Zusätzlich war sie von 1996 bis 2002 Vorsitzende des Rates der französischsprachigen Frauen (Conseil des Femmes Francophones). Seit 1997 war sie auch Mitglied des Rates für die Gleichstellung von Mann und Frau sowie seit 1998 unabhängige Expertin der UN-Menschenrechtskommission in Genf. Als solche war sie beispielsweise Leiterin einer Delegation während des Kaukasuskrieges 2008.
Anne-Marie Lizin wurde am 13. Juni 1999 vom französischen Wahlkollegium zur Senatorin gewählt und gehörte dem Senat seitdem an. Zwischen dem 20. Juli 2004 und 12. Juli 2007 war sie als erste Frau Präsidentin des Senats.
Für ihre Verdienste wurde sie mehrfach geehrt und erhielt unter anderem am 11. Mai 2003 den Kommandeursrang des Leopoldsordens. Darüber hinaus war sie seit dem 26. September 2005 Ritter der Ehrenlegion. Lizin war auch Mitglied der Freimaurerloge Athena zu Huy innerhalb der Frauengroßloge von Belgien.

### Skandale und Ausschluss aus dem Parti Socialiste
Als gegen sie im Januar 2009 der Vorwurf des Kreditkartenbetrugs erhoben wurde, erfolgte am 27. Januar 2009 ihr Ausschluss aus dem Parti Socialiste. Seitdem war sie unabhängige Senatorin. Im März 2009 musste sie wegen eines weiteren Skandals auch als Bürgermeisterin von Huy zurücktreten. Es waren Vorwürfe aufgekommen, sie betreibe organisierten Klientelismus in ihrer Gemeinde, wie bereits andere Politiker in der wallonischen Region in der jüngeren Vergangenheit. Im August 2009 geriet sie erneut in den Focus der Presse, aber auch wieder der Polizei, nachdem sie das Auto ihrer Nachfolgerin als Bürgermeisterin und ehemaligen Parteifreundin Micheline Toussaint-Richardeau mutwillig gerammt hatte.
Bei den belgischen Parlamentswahlen am 13. Juni 2010 trat sie mit einer eigenen Liste MS+ an, konnte jedoch kein Mandat in der Abgeordnetenkammer erringen.